# Албуртіс (Пенсільванія)
Албуртіс (англ. Alburtis) — місто (англ. borough) в США, в окрузі Лігай штату Пенсільванія. Населення — 2596 осіб (2020).

## Географія
Албуртіс розташований за координатами 40°30′24″ пн. ш. 75°36′0″ зх. д. / 40.50667° пн. ш. 75.60000° зх. д. (40.506728, -75.600136).  За даними Бюро перепису населення США в 2010 році місто мало площу 1,83 км², з яких 1,83 км² — суходіл та 0,00 км² — водойми.

## Демографія
Згідно з переписом 2010 року, у селищі мешкала 2361 особа в 881 домогосподарстві у складі 661 родини. Густота населення становила 1288 осіб/км².  Було 910 помешкань (497/км²).
Расовий склад населення:
| - 93,0 % — білих - 2,0 % — чорних або афроамериканців - 1,3 % — азіатів - 0,1 % — корінних американців - 1,9 % — осіб інших рас |

До двох чи більше рас належало 1,7 %. Частка іспаномовних становила 5,5 % від усіх жителів.
За віковим діапазоном населення розподілялося таким чином: 26,7 % — особи молодші 18 років, 66,4 % — особи у віці 18—64 років, 6,9 % — особи у віці 65 років та старші. Медіана віку мешканця становила 34,7 року. На 100 осіб жіночої статі у селищі припадало 96,1 чоловіків;  на 100 жінок у віці від 18 років та старших — 96,0 чоловіків також старших 18 років.
Середній дохід на одне домашнє господарство  становив 75 114 долари США (медіана — 73 182), а середній дохід на одну сім'ю — 77 223 долари (медіана — 77 273). Медіана доходів становила 53 505 доларів для чоловіків та 41 198 доларів для жінок. За межею бідності перебувало 8,3 % осіб, у тому числі 16,3 % дітей у віці до 18 років та 0,0 % осіб у віці 65 років та старших.
Цивільне працевлаштоване населення становило 1360 осіб. Основні галузі зайнятості: освіта, охорона здоров'я та соціальна допомога — 26,1 %, виробництво — 16,8 %, мистецтво, розваги та відпочинок — 11,5 %, роздрібна торгівля — 11,4 %.